# Уисельтир, Леон
Леон Визельтир (англ. Leon Wieseltier; род. 14 июня 1952, Бруклин, Нью-Йорк) — американский писатель еврейского происхождения, переводчик, критик и редактор журнала.
С 1983 года редактор журнала «Новая Республика».
Визельтир учился в иешиве Флэтбуша в Бруклине, Колумбийском университете, Оксфордском университете и Гарвардском университете. В Гарвардском университете был членом общества коллег (1979—1982).
Леон Визельтир объединяется с Лорен Пауэлл Джобс, чтобы создать новое издание, посвященное изучению влияния технологий на жизнь людей. Пауэлл-Джобс прекратила финансирование журнала 24 октября 2017 года после того, как несколько бывших сотрудниц The New Republic обвинили Визельтира в сексуальных домогательствах, и Визельтир признался в сексуальных домогательствах и неуместных ухаживаниях в отношении нескольких сотрудниц журнала. Бывшая помощница редактора журнала Сара Уайлдман, подвергшаяся преследованиям со стороны Визельтира, написала, что её уволили за то, что она пожаловалась.
Леон Визельтир был уволен из Брукингского института и больше не является его старшим научным сотрудником в области культуры и политики.

## Награды
- Премия Дэна Дэвида (2013)